# San Miguel de Fluviá
San Miguel de Fluviá (en catalán y oficialmente: Sant Miquel de Fluvià) es un municipio español de la comarca del Alto Ampurdán en la provincia de Gerona, Cataluña.

## Situación
Situado a la izquierda del río Fluviá, limita al norte y al oeste con Palau de Santa Eulalia, al sur con San Mori y Ventalló y al este con Torroella de Fluviá.
El río que los romanos nombraban simplemente el fluvium (río) es el origen de la denominación actual, Fluviá, y es el que a su vez ha dado nombre al municipio.

## Demografía
San Miguel de Fluviá cuenta con una población de 839 habitantes (INE 2024).
| Gráfica de evolución demográfica de San Miguel de Fluviá entre 1842 y 2021                                          |
| |
| Población de derecho según los censos de población del INE Población de hecho según los censos de población del INE |

## Patrimonio

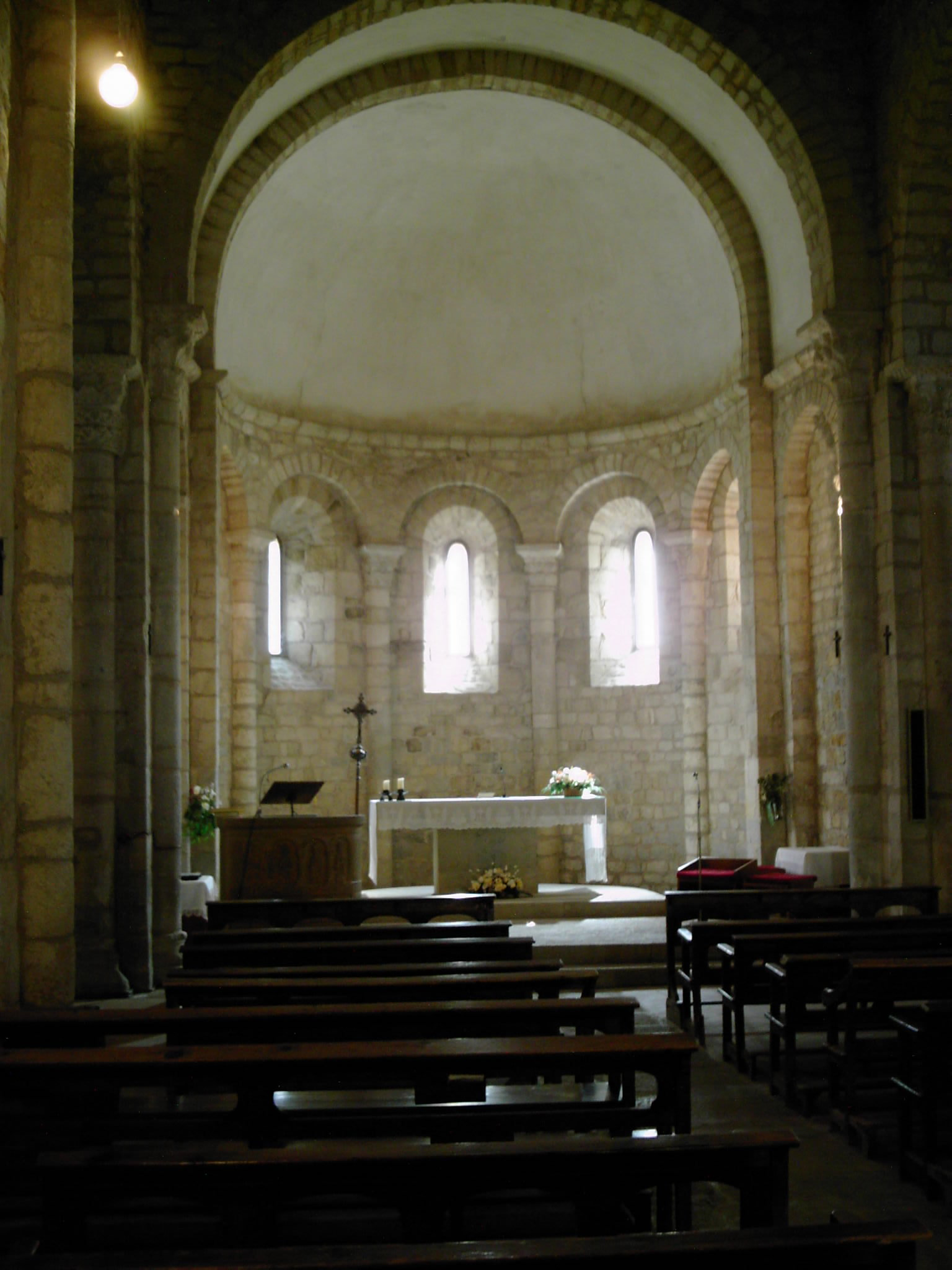
Vista interior de la iglesia

Conjuntamente con el monasterio benedictino de San Miguel de Fluviá, que en su origen perteneció al monasterio de San Miguel de Cuixá, fue declarado Monumento Histórico Artístico el año 1931.
La actual iglesia parroquial es la antigua del monasterio del siglo XI, aunque reformada en el siglo XIV, que es cuando se construyó un nuevo campanario.

## Lugares de interés
- Monasterio de San Miguel de Fluviá. Siglo XI
- Capilla de San Sebastián
- Horno romano en muy buena conservación